# Тетерештій-де-Сус (комуна)
Тетерештій-де-Сус (рум. Tătărăștii de Sus) — комуна у повіті Телеорман в Румунії. До складу комуни входять такі села (дані про населення за 2002 рік):
- Добрень (226 осіб)
- Тетерештій-де-Сус (1342 особи)
- Удупу (1789 осіб) — адміністративний центр комуни

Комуна розташована на відстані 75 км на захід від Бухареста, 49 км на північ від Александрії, 106 км на схід від Крайови, 144 км на південь від Брашова.

## Населення
За даними перепису населення 2002 року у комуні проживали 3357 осіб.
Національний склад населення комуни:
| Національність | Кількість осіб | Відсоток |
| -------------- | -------------- | -------- |
| румуни         | 2925           | 87,1%    |
| цигани         | 432            | 12,9%    |

Рідною мовою назвали:
| Мова      | Кількість осіб | Відсоток |
| --------- | -------------- | -------- |
| румунська | 2934           | 87,4%    |
| циганська | 422            | 12,6%    |
| російська | 1              | < 0,1%   |

Склад населення комуни за віросповіданням:
| Релігія       | Кількість осіб | Відсоток |
| ------------- | -------------- | -------- |
| православні   | 3263           | 97,2%    |
| адвентисти    | 71             | 2,1%     |
| п'ятдесятники | 22             | 0,7%     |
| баптисти      | 1              | < 0,1%   |